# 太平茄苳公
23°56′03″N 120°33′09″E / 23.934155°N 120.552556°E
太平茄苳公，是位於臺灣彰化縣埔心鄉太平村的茄苳樹，被當地人視為神樹。截至2013年，太平茄苳公是彰化縣政府列管的珍貴老樹中最老的一株。

## 環境
位於埔心與永靖、員林三鄉市交界處的太平村，其信仰中心為一株被稱為「茄苳公」的茄苳樹。稱呼有「太平茄苳公」、「埔心茄苳公」。2013年報導時，位在武平西街的此樹是彰化縣政府五十一株列管的珍貴老樹中最老的一株。一旁有1分大小的土地，蓋有無障礙廁所並進行綠美化，作為當地民眾的休憩去處。樹旁附近的明聖路多有工廠，因此身兼此廟管委會管理人的太平村村長徐維乾，曾願意提供廟地擴寬道路解決上下班塞車問題，但被埔心公所婉拒。

## 信仰
因樹幹部分有獅頭狀的樹瘤，也有狀似馬頭的形狀，被居民認為吉利。地方傳說樹神會化解地方紛爭與化成老人與居民閒話家常、化身為一盞紅燈現身附近農田。另外還有為老樹加裝避雷針的工人得怪病，經縣府承辦人請示當地居民，工人向茄苳樹祭拜後怪病不治而癒等傳說。前鄉民代表徐保忠與妻子等人認為茄苳公很靈，保佑村裡同時出兩名立法委員魏明谷與邱創進。
在中秋節時，居民會對此樹擲筊，當獲得聖筊時就能認此樹為契父，並摘下樹葉掛在幼童脖子上以保平安。魏明谷也是此樹的契子。該節時期，不乏其他鄉鎮的民眾前來祭拜。契子會隨身帶著此樹的樹葉銅錢符令，直到滿16歲，再帶著牲禮到樹前答謝後取下，才算長大成人。
信眾也與里港茄苳尊王、埔里茄苳樹王公、名間茄苳神木公、彰化市茄苳王公、後壠仔茄苳公等信徒有往來。